# Savaş Yılmaz
Savaş Yilmaz (Trebisonda, 1º gennaio 1990) è un calciatore turco, centrocampista del Muğlaspor.